# Dasylurinja
Dasylurinja kokuminola es una especie extinta de marsupial dasiuromorfo de la familia Dasyuridae cuyos restos procedentes de Queensland, en Australia; están datados en el Mioceno.